# Пани Броня
Пани Броня (Бронислава Анатольевна Дубнер; 5 мая 1924 — 22 ноября 2004, Москва) — российский художник, актриса, любимая модель Александра Петлюры, главный персонаж легендарного «Заповедника искусств на Петровском бульваре».

## Биография
В 1990 году познакомилась с Александром Петлюрой и стала его любимой моделью и актрисой. Была единственным жильцом с пропиской в расселенном доме на Петровском бульваре. Под его руководством начала карьеру художника. В 1998 году она завоевала в Лондоне титул «Альтернативная мисс Вселенной», навсегда войдя в мировую историю искусства. Вошла в книгу «Самые Эпатажные личности XX века», став в один ряд с Сальвадором Дали, Ниной Хаген, Бой Джорджем и др.
Скончалась 24 ноября 2004 года. Тело Пани Брони решено было обратить в прах и развеять по миру.

## Титулы и звания
- 1998 — «Альтернативная мисс Вселенной», Лондон.[источник не указан 589 дней]

## Цитаты
- «Когда мы с Броней приехали на конкурс «Альтернативная Мисс мира», нас всерьез никто не воспринимал. В одном из выходов я вынес её на руках в костюме русалки. На платье были вышиты золотом лобок и соски, на голове — медный парик из проволоки, во рту зелёная ветка. Цветы торчали отовсюду — изо рта, из жопы. Мой образ водяного дополнили ласты. Главный наш выход я назвал «Розовая мечта слепого музыканта». Из своей коллекции взял костюм тореадора, купил на Портобелло жабо, на ногах были розовые сапоги. На Броню я надел дорогущее венчальное платье. Натер огромный кок. Публика сначала думала, что она трансвестит. Это был настоящий п..ц. Меня вывели под руку, как слепого, — в розовых очках — и посадили на стул. Я взял гитару, и тут заиграли Gipsy Kings. Вышла Броня, все увидели её лицо и поняли, что это бабушка. И дите вечное неувядающее. И она пошла с таким наивом кружиться... Как кукла в пачке. А народ в зале и плачет, и смеется. Все газеты писали, что это стёб, но я этого не имел в виду. Это был новый жанр, советский наивняк, наивный стиль художественной самодеятельности»[1] — Александр Петлюра, АртХроника, 2010.